# Jefferson Farfán
Jefferson Agustín Farfán Guadalupe (Vila El Salvador, Lima, 26 d'octubre de 1984), més conegut com a Jefferson Farfán és un futbolista professional peruà. Juga d'extrem dret i el seu actual equip és l'Al Jazira. És un jugador fort i molt ràpid amb la pilota, en una ocasió va marcar un gol recorrent gairebé tot el llarg de la pista en 11 segons, la premsa alemanya l'ha qualificat de "coet" i "supervelocista" perquè es caracteritza per la seva potència i joc desequilibrant. Al seu país és considerat el successor de Teófilo Cubillas.